# Alfons VIII. Kastilský
Alfons VIII. Kastilský  zvaný Vznešený (11. listopadu 1155, Soria – 6. října 1214, Gutierremuñoz) byl v letech 1158 až 1214 králem Kastilie. Pocházel z burgundsko-ivrejské dynastie a je jednou z hlavních postav románu Liona Feuchtwangera Židovka z Toleda.

## Život
Byl synem krále Sancha III. a Blanky z Navarry. Roku 1170 byl oženěn s Eleonorou, dcerou anglického krále Jindřicha II. Dívenka dostala věnem Gaskoňsko, manželství bylo zřejmě spokojené, Eleonora měla na svého manžela velký vliv.
Alfons se po urovnání sporu s Aragonií a Navarrou spojil v roce 1193 s leónskými a navarrskými proti Maurům, utrpěl však u Alarcosu (1195) velikou porážku. Poté zahnal krále navarrského, jenž byl mezitím napaden v Kastilii, znovu překročil pohoří Sierra Morena a porazil Maury u Las Navas de Tolosa roku 1212. Papeže Inocence III. pohoršil tím, že své muslimské velitele vyplácel církevními desátky. Zemřel v roce 1214 a byl pohřben společně s manželkou Eleonorou v klášteře Las Huelgas v Burgosu.